# كأس هونغ كونغ 2015–16
كأس هونغ كونغ 2015–16 (بالصينية: 2015–16年香港足總盃) هو موسم من كأس هونغ كونغ. كان عدد الأندية المشاركة فيه 12، وفاز فيه هونغ كونغ بيغاسوس ‏.